# 比里涅
52°5′13″N 33°23′2″E / 52.08694°N 33.38389°E
比里涅（烏克蘭語：Бирине），是烏克蘭的村落，位於該國北部切爾尼戈夫州，由諾夫哥羅德-謝韋爾斯基區負責管轄，始建於1600年，面積2.81平方公里，海拔高度137米，2001年人口962，人口密度每平方公里342.35人。